# All-Ireland Senior Football Championship 1960
L'All-Ireland Senior Football Championship 1960 fu l'edizione numero 64 del principale torneo di calcio gaelico irlandese. Down batté in finale Kerry, ottenendo la prima vittoria della sua storia.

## Semifinali
| Dublino 7 agosto 1960 | Kerry | 1-08 – 0-08 | Galway | Croke Park (37128 spett.) |

| Dublino 14 agosto 1960 | Down | 1-10 – 2-07 | Offaly | Croke Park (64232 spett.) |

| Dublino 11 settembre 1960 | Down | 1-07 – 1-05 | Offaly | Croke Park (68023 spett.) |

### Finale
| Dublino 25 settembre 1960, ore 15:30 BST | Down | 2-10 – 0-08 | Kerry | Croke Park (87768 spett.) |